# 日産・R390
日産・R390は、日産自動車が1990年代後半にル・マン24時間レースのために、トム・ウォーキンショー・レーシング (TWR) の協力のもと開発されたスポーツカーである。
名称は、かつて1960年代の日本グランプリで活躍したプリンス・R380 - 日産・R382、及びR383の系列として名づけられた。

## 概要
建前上はグランドツーリングカー（GT）ということになっているが、実質的な中身はスポーツカーである。この手法は、1994年のル・マンに参戦したダウアーポルシェ（ポルシェ・962Cをロードゴーイングカーとして改造したもの）が先駆けである。設計はトニー・サウスゲート、エクステリアデザインはイアン・カラムが担当した。
プロジェクトは1996年のル・マン24時間レース終了後に立ち上がり、LMPとLMGT1が検討され、後者に決定した。短期間で開発するためにTWRがパートナーに選ばれ、TWRが開発したジャガー・XJR-15のモノコックを流用して開発された。
活動期間の1997年から1998年は、フランス西部自動車クラブが独自に規定しているLMGT1にのみ依拠しており、国際自動車連盟（FIA）国際スポーツ法典付則J項のグループGT1（グランドツーリング・スポーツカー）とは無関係のフリーフォーミュラ（グループE）であるため、FIA GT選手権（1997年 - 1998年）への参加資格はない。
エンジンは、1990年代のグループCで活躍した3.5 L・V8ツインターボのVRH35Zをベースに、リストリクターを装着してブースト圧を下げたVRH35Lが搭載された。VRH35ZはかつてグループC最強とまで言われたエンジンではあったが、リストリクターによる吸気流量制限への最適化が行われておらず、性能はかなり低くなってしまっていた。

## レースでの成績

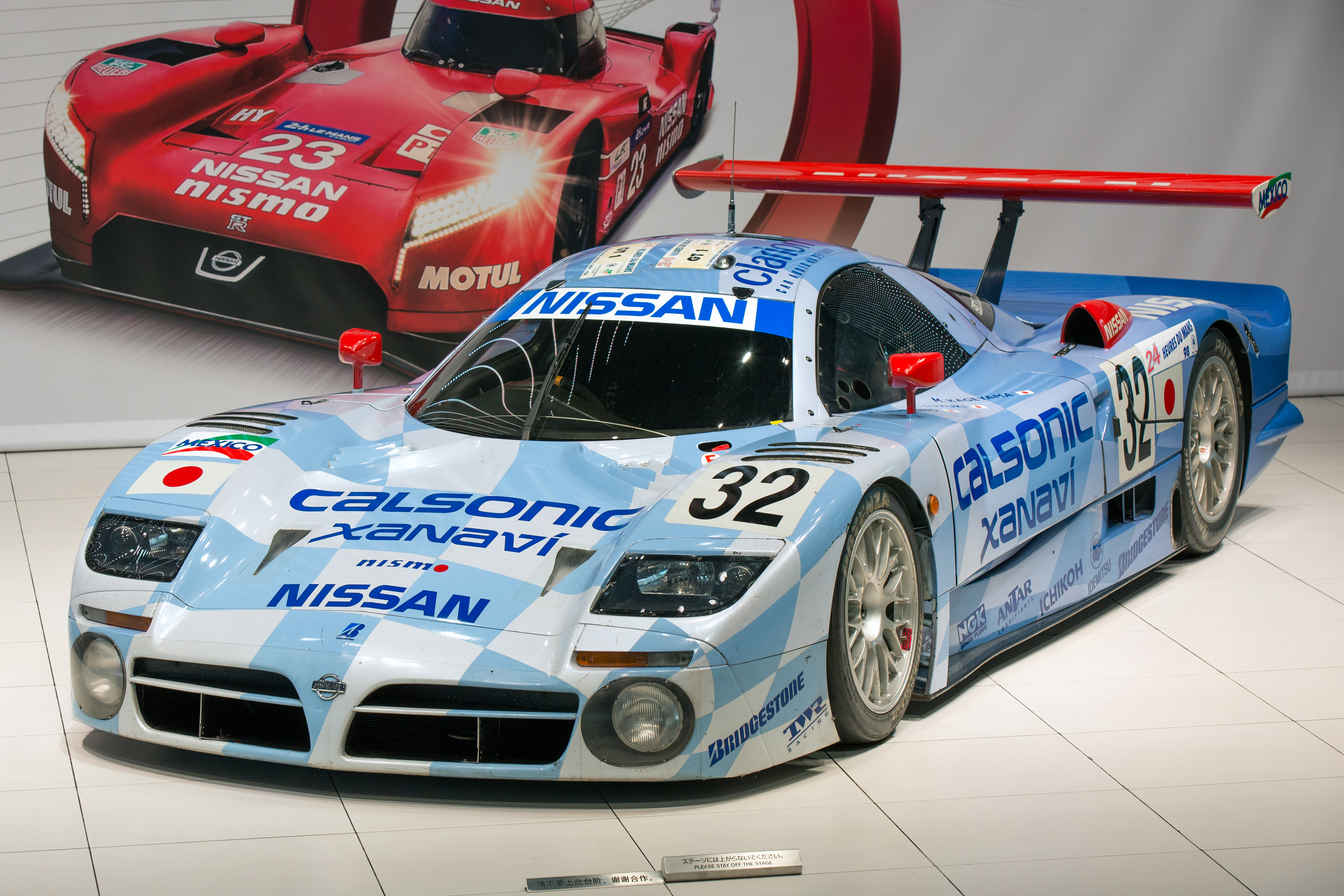
日産・R390（1998年仕様、32号車）

ル・マン24時間レースには1997年に初参戦し、予備予選ではクラス1位を獲得する順調なスタートであった。しかし、リアトランクの仕切りをメッシュ製とした構造に対し、市販車と同様のトランクスペースを設けるよう指示された。そこで急遽トランクを密閉構造の箱形に変更したが、ギアボックスの冷却が阻害されるトラブルが発生し、結果は残せなかった。また、日産とTWR間のコミュニケーションの問題も露呈した。
翌1998年の参戦時には、前年型の弱点であったギアボックス冷却の改善、ロングテール化などの空力改善、またTCSやABSなどを導入し、性能を向上させた。さらに日産とTWRの連携を確実にしてチーム体制を強化した。堅実な周回ペース戦略により、星野一義・鈴木亜久里・影山正彦の乗るマシンが総合3位を獲得し、ノバエンジニアリングからJOMOのスポンサードによってエントリーした前年型をアップグレードした車両を含む出走した4台全車が10位以内で完走した。
レース仕様車は2年間で合計8台が製作され、うち2台が個人に売却されたとされる。その売却された2台の内、1998年に総合5位に入賞したシャシーナンバーR8(VIN:78009)はエリック・コマスが購入した。
| 年   | チーム                     | クラス | No. | ドライバー                                                   | 周回数 | 総合順位 | クラス順位 |
| ---- | -------------------------- | ------ | --- | ------------------------------------------------------------ | ------ | -------- | ---------- |
| 1997 | ニッサン・モータースポーツ | LMGT1  | 21  | マーティン・ブランドル ヨルグ・ミューラー ウェイン・テイラー | 139    | DNF      | DNF        |
| 1997 | ニッサン・モータースポーツ | LMGT1  | 22  | リカルド・パトレーゼ エリック・ヴァン・デ・ポール 鈴木亜久里 | 121    | DNF      | DNF        |
| 1997 | ニッサン・モータースポーツ | LMGT1  | 23  | 星野一義 エリック・コマス 影山正彦                           | 294    | 12位     | 5位        |
| 1998 | ニッサン・モータースポーツ | LMGT1  | 30  | ジョン・ニールセン ミハエル・クルム フランク・ラゴルス       | 342    | 5位      | 5位        |
| 1998 | ニッサン・モータースポーツ | LMGT1  | 31  | ヤン・ラマース エリック・コマス アンドレア・モンテルミーニ   | 342    | 6位      | 6位        |
| 1998 | ニッサン・モータースポーツ | LMGT1  | 32  | 鈴木亜久里 星野一義 影山正彦                                 | 347    | 3位      | 3位        |
| 1998 | ニッサン・モータースポーツ | LMGT1  | 33  | 本山哲 黒澤琢弥 影山正美                                     | 319    | 10位     | 9位        |

## ロードカー
R390はLMGT1の規定により、ロードカー（公道用市販車）も開発された。1997年に1台のみが製作・発表され、翌年にはこれを改装して1998年仕様車として発表したが、当時の日産の財務状況の悪化が追い討ちをかけ、R390のロードカーが実際に販売されることはなかった。もし販売することになったら、100万アメリカドルの価格がつけられる予定だった。
ヘッドライトにはZ32型フェアレディZ、テールレンズはクーペ・フィアットのものを流用している。

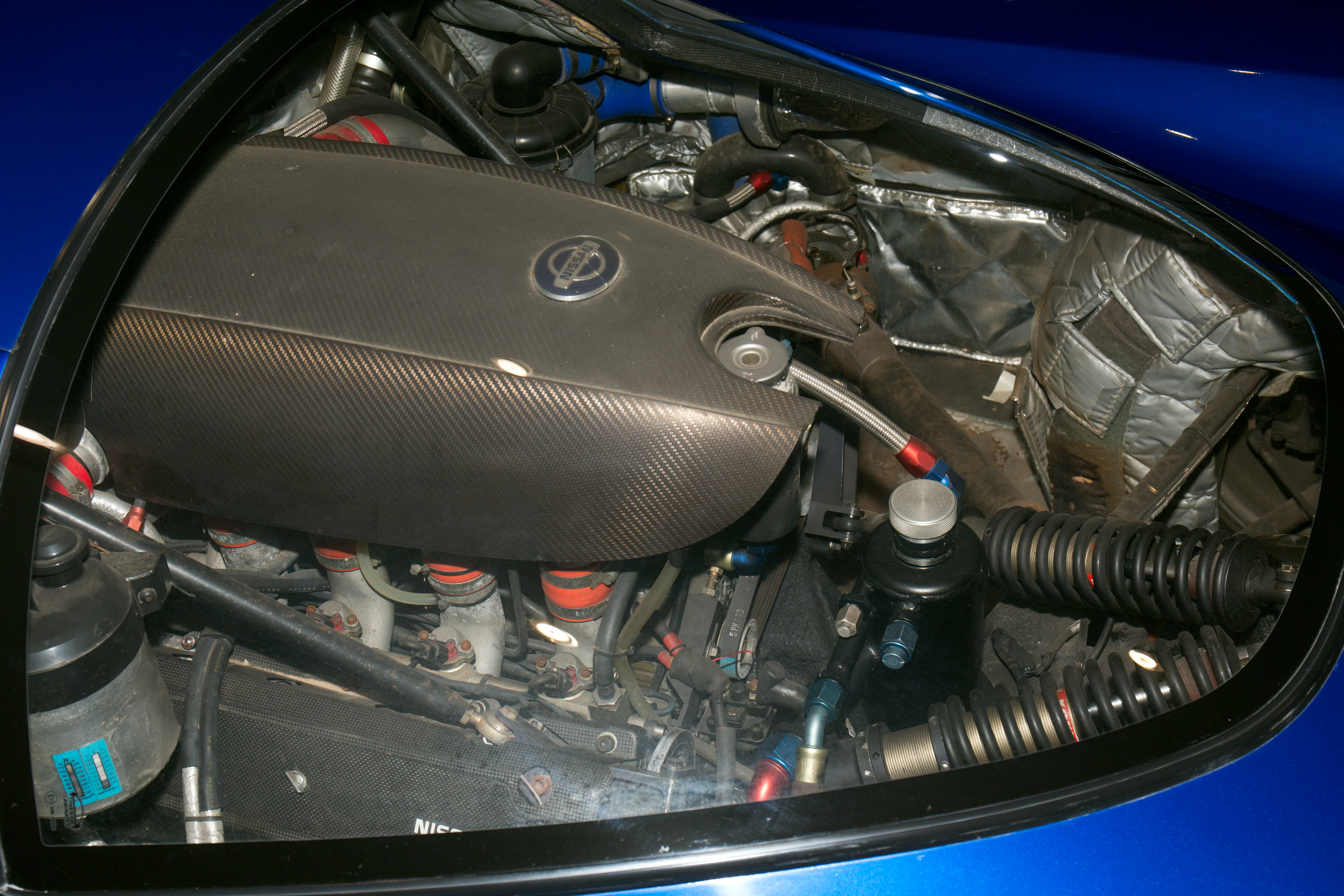
搭載されたエンジン。リアガラスから覗くことができる。

エンジンはレースカーと同じVRH35Lが搭載されるが、カタログ値では性能を抑えられており、実際は最高出力558 PS (410 kW; 550 hp)/6,800rpm、最大トルク470 lb⋅ft (637 N⋅m)/4,400rpmを発生するとされている。このパワーはすべて、6速シーケンシャル・マニュアルトランスミッションを介して後輪に送られる。0 - 97km/h（0 - 60mph）加速は3.9秒、1/4マイル走行は11.9秒である。最高速度はメーカーにより354km/h（220mph）とされているが、このクルマのロードテストでは、最高速度に注目した計測は行われていない。
当初は赤く塗装されたモデルが製造され、英国登録番号「P835 GUD 」が与えられた。この車両は1997年のル・マン24時間レースで展示された。翌年にはレースカーのフロントエンドとサイドベント、長いテール、ウィングを外した代わりにダックテールスポイラーを装備し、ブルーに再塗装された。この車両には、写真や雑誌の記事用に「R390 NIS」という偽の登録番号が与えられ（実際の登録番号ではない）、ロングテールバージョンとして知られるようになった。これらの改造は、ダックテールスポイラーの代わりに固定式リアウイングが追加されたものの、レースカーにも取り入れられた。
コマスが購入した車両はレース仕様車をベースにこのロードカーに改造されたものであり、出で立ちはオリジナルのR390とは異なる。この改造は「ストリートコンバージョンプロジェクト」として、アンドレア・キアヴェヌートによる指揮の下で2年にわたってレストアが行われた。改造された車両は、オリジナルのレーシングカーのパーツを95％保持していると主張されたが、公道における規制に適合させるために、ドアパネル、フロントガラス、冷却システム、内装など、いくつかのパーツを取り付ける必要があった。その後、公道走行の為の認証を受け、フランス国内でナンバーを取得している。
現在、ロードカーの1台は座間市にある日産ヘリテージコレクションにレースカーとともに保管されている。